# Mbam-et-Kim
Mbam-et-Kim is een departement in Kameroen, gelegen in de regio Centre. De hoofdplaats van het departement heet Ntui. De totale oppervlakte bedraagt 25.906 km². Met 64.540 inwoners bij de census van 2001 leidt dit tot een bevolkingsdichtheid van 2 inw/km².

## Gemeenten
Mbam-et-Kim is onderverdeeld in vijf gemeenten:
- Mbangassina
- Ngambè-Tikar
- Ngoro
- Ntui
- Yoko